# 開放世界
開放世界（英語：Open world）是電子遊戲關卡設計的一種，玩家可以自由地在虛擬世界漫游，並可自由選擇完成遊戲任務的時間點和方式，比如GTA系列、Sleeping Dog、Watch Dogs系列等等。這類型的遊戲也常被稱為「漫遊式遊戲」（free roam），或被不严谨地称呼为「沙盒式遊戲」（sandbox）。
「開放世界」和「漫遊」代表了遊戲中不存在版圖的阻礙，与之相对的是線性關卡設計中常見隱形牆和讀取畫面。開放世界遊戲並不一定是沙盒式遊戲，在真正的沙盒式遊戲中，遊戲沒有劇情或通關目標，玩者可自由對遊戲世界進行修改，並創造自己的遊玩方式，例如Minecraft。

## 資料來源
1. ↑  Sefton, Jamie. . GamesRadar. 2007-07-11  [2008-07-25]. （原始内容存档于2011-06-16）.
2. ↑  Logan Booker. . Kotaku. 2008-07-14  [2008-07-25]. （原始内容存档于2013-01-27）.
3. ↑  . Computer and Video Games. 2008-05-25  [2008-07-25]. （原始内容存档于2008-05-26）.
4. ↑  Harris, John. . Gamasutra. 2007-09-26  [2008-07-25]. （原始内容存档于2020-11-11）.
5. ↑  Barton, Matt; Bill Loguidice. . Gamasutra. 2009-04-07  [2009-12-27]. （原始内容存档于2011-06-06）.